# 1934年全米選手権 (テニス)
1934年 全米選手権（1934ねんぜんべいせんしゅけん）に関する記事。

## 大会の流れ
- 1881年から1967年まで、全米選手権は各部門が個別の名称を持ち、大会会場も別々のテニスクラブで開かれた。これが他の3つのテニス4大大会と大きく異なる点である。
  - 男子シングルス　名称：全米シングルス選手権（U.S. National Singles Championship）／会場：ニューヨーク市クイーンズ区フォレストヒルズ、ウエストサイド・テニスクラブ　（1924年-1977年）
  - 女子シングルス　名称：全米女子シングルス選手権（U.S. Women's National Singles Championship）／会場：フォレストヒルズ、ウエストサイド・テニスクラブ　（1921年-1977年）
  - 男子ダブルス　名称：全米ダブルス選手権（U.S. National Doubles Championship）／会場：ペンシルベニア州フィラデルフィア、ジャーマンタウン・クリケット・クラブ　（会場移転、1934年のみ）
  - 女子ダブルス　名称：全米女子ダブルス選手権（U.S. Women's National Doubles Championship）／会場：フィラデルフィア、ジャーマンタウン・クリケット・クラブ　（会場移転、1934年のみ）
  - 混合ダブルス　名称：全米混合ダブルス選手権（U.S. Mixed Doubles Championship）／会場：フォレストヒルズ、ウエストサイド・テニスクラブ　（1921年-1934年まで）
- 本年度のシード選手については、男子シングルスは「アメリカ人シード選手」8名と「外国人シード選手」4名を確認できたが、女子シングルスの外部リンクに使用した「テニス・フォーラム」のスレッドにはシード選手の番号が振られていない。

## シード選手

### 男子シングルス
（アメリカ人シード選手：8名）
1. フランク・シールズ　（ベスト8）
2. ウィルマー・アリソン　（準優勝）
3. シドニー・ウッド　（ベスト4）
4. バークレー・ベル　（4回戦）
5. レスター・ストーフェン　（ベスト8）
6. フランク・パーカー　（ベスト8）
7. ブライアン・グラント　（3回戦）
8. ジョージ・ロット　（3回戦）

（外国人シード選手：4名）
1. フレッド・ペリー　（優勝、大会2連覇）
2. ロデリク・メンツェル　（4回戦）
3. バーノン・カービー　（ベスト4）
4. フランク・ワイルド　（3回戦）

### 女子シングルス
（本年度は、抽選表にシード選手の番号が振られていないため、順番に並べることができない。）

## 大会経過

### 男子シングルス
準々決勝
- バーノン・カービー vs.  フランク・シールズ　4-6, 6-4, 6-4, 6-3
- フレッド・ペリー vs.  クリフォード・サッター　6-3, 6-0, 6-2
- ウィルマー・アリソン vs.  レスター・ストーフェン　8-6, 4-6, 11-9, 6-8, 6-3
- シドニー・ウッド vs.  フランク・パーカー　6-4, 6-4, 7-5

準決勝
- フレッド・ペリー vs.  バーノン・カービー　6-2, 2-6, 6-4, 6-2
- ウィルマー・アリソン vs.  シドニー・ウッド　8-6, 6-2, 6-3

### 女子シングルス
準々決勝
- サラ・ポールフリー vs.  フレダ・ジェームズ　6-3, 3-6, 6-1
- ドロシー・アンドルース vs.  モード・ローゼンバウム・レビ　6-1, 6-4
- ヘレン・ジェイコブス vs.  エリザベス・ライアン　6-0, 6-1
- カロリン・バブコック vs.  ケイ・スタマーズ　6-3, 2-6, 6-4

準決勝
- サラ・ポールフリー vs.  ドロシー・アンドルース　6-3, 6-4
- ヘレン・ジェイコブス vs.  カロリン・バブコック　7-5, 6-0

## 決勝戦の結果
- 男子シングルス： フレッド・ペリー vs.  ウィルマー・アリソン　6-4, 6-3, 1-6, 8-6
- 女子シングルス： ヘレン・ジェイコブス vs.  サラ・ポールフリー　6-1, 6-4
- 男子ダブルス： ジョージ・ロット＆ レスター・ストーフェン vs.  ウィルマー・アリソン＆ ジョン・バン・リン　6-4, 9-7, 3-6, 6-4
- 女子ダブルス： ヘレン・ジェイコブス＆ サラ・ポールフリー vs.  ドロシー・アンドルース＆ カロリン・バブコック　4-6, 6-3, 6-4
- 混合ダブルス： ジョージ・ロット＆ ヘレン・ジェイコブス vs.  レスター・ストーフェン＆ エリザベス・ライアン　4-6, 13-11, 6-2